# Trận Trường Sa (1941)
Trận Trường Sa (6 tháng 9 – 8 tháng 10 năm 1941) là một cuộc tấn công lần hai của Nhật Bản trong một nỗ lực nhằm chiếm lấy thành phố Trường Sa, Hồ Nam, Trung Quốc, thủ phủ của tỉnh Hồ Nam. Đây là một trận đánh thuộc chiến tranh Trung Nhật lần 2.

## Tổng quan
Cuộc tấn công được thực hiện bởi một lực lượng hơn 120,000 lính Nhật được trang bị vượt trội, được yểm trợ bởi không và hải quân. Lực lượng Trung Quốc do Tướng Tiết Nhạc chỉ huy bao gồm Cụm Quân đoàn 9 có hơn 300,000 lính và sự yểm trợ từ các Cụm Quân đoàn 5, 6, và 7. Tuy nhiên, do tình báo yếu kém và đường dây điện báo bị cắt bởi quân Nhật, phía Trung Quốc ở trong thế bị động và hoàn toàn bất ngờ trước cuộc tấn công từ người Nhật.
Lực lượng tấn công tiến vào Trường Sa ngày 27 tháng 9 năm 1941. Sau một pháo kích dữ dội thiêu rụi phần lớn thành phố Trường Sa, với sự hỗ trợ của Cụm Quân đoàn 6 và 7, lực lượng phòng thủ thành phố đáp trả quân Nhật bằng chiến tranh đô thị ác liệt. Quân Trung Quốc đã bảo vệ Trường Sa thành công, chiếm lại thành phố. Sau đó Cụm Quân đoàn 5 và 6 tấn công quân Nhật ở phía tây thành phố Hán Khẩu ở tỉnh Hồ Bắc buộc quân Nhật phải rút khỏi Trường Sa. Quân Nhật bị thiếu đạn dược và thực phẩm. Sau khi tổn thất hơn 7,000 lính người Nhật rút lui.

## Diễn biến trận đánh
Trận đánh bắt đầu khi một lực lượng nhỏ du kích đụng độ với Sư đoàn 6 của Nhật ở dãy núi phía đông nam Nhạc Dương (thành phố) vào ngày 6 tháng 9. Đến ngày 17, người Nhật đã vượt sông Xinqiang (新墙河) tại bốn cây cầu khác nhau và hành quân nhanh chóng, vượt sông Miluo vào ngày 19 tháng 9. Lực lượng chính của Trung Quốc cố tránh đối đầu với quân địch và hành quân theo một con đường song song với đối phương và đánh vào sườn quân Nhật phía nam. Quân Nhật cũng cố gắng bọc sườn và bao vây quân Trung Quốc. Điều đó khiến cho cả quân Nhật và Trung Quốc đụng nhau tại sông Laodao (捞刀河) và một trận chạm trán giữa 2 lực lượng chủ lực là không thể tránh khỏi.
Ngày 27 tháng 9, vài trăm quân Nhật tiếp cận được cổng phía bắc Trường Sa nhưng không thể phá hủy hàng phòng thủ của thành phố, dẫn đến cuộc chiến đấu ác liệt vào ngày 28. Do không thể áp đảo được quân phòng thủ, người Nhật bắt đầu một cuộc rút lui về vùng Nhạc Dương vào ngày 30 tháng 9.